# 杰富仕

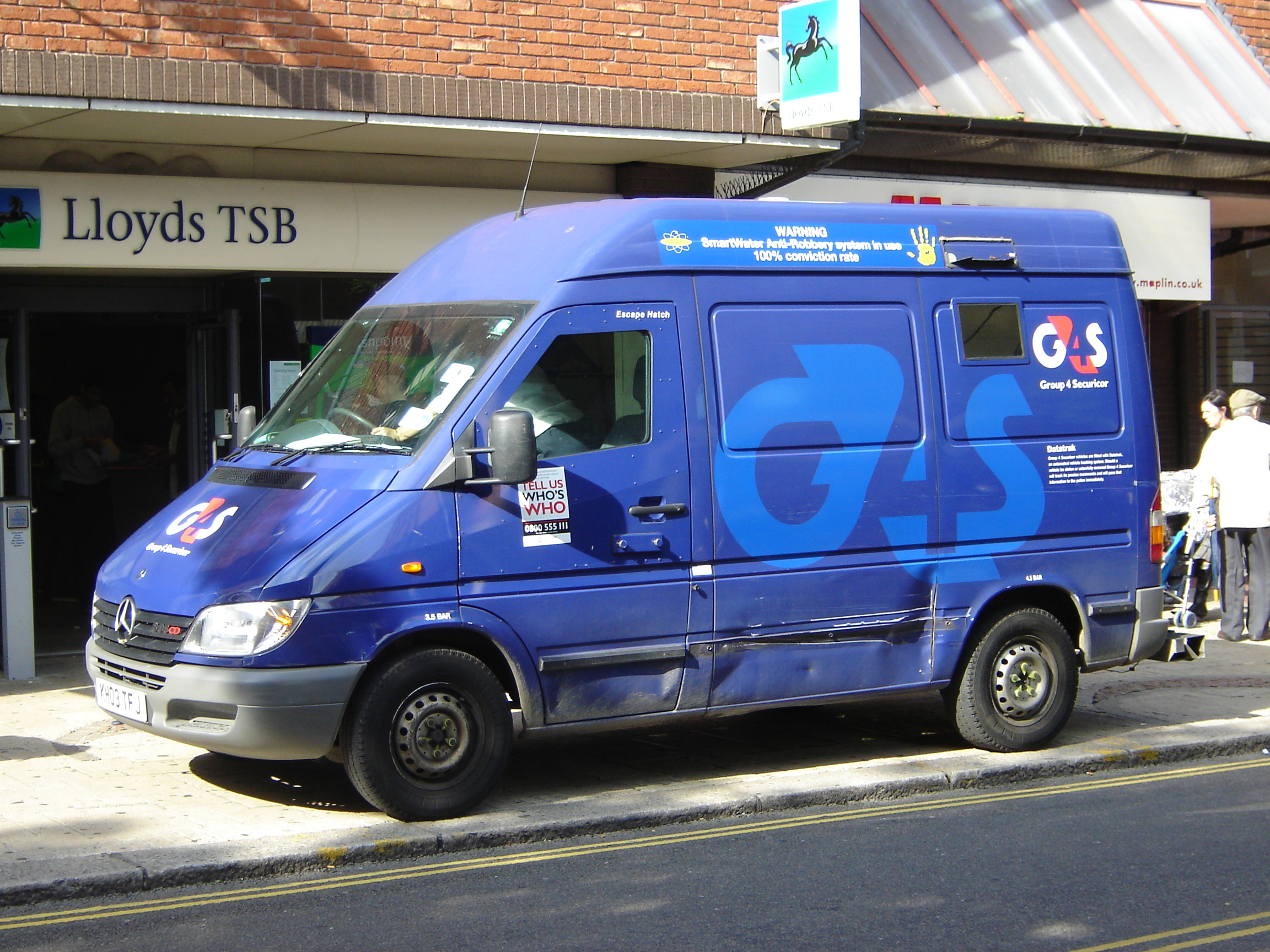
Group 4 Securicor 保安

杰富仕是一家大型保安公司，G4S前身為Securicor，於2004年與Group 4 Falck合併，改名為G4S。，提供安保全面解决方案（安全360）、保安、保镖、安全系统和技术、活动和会展安全方案、物业管理、现金全面管理（现金360）、ATM维护、贵重物品押运、惩教等服務。
2020年末，GardaWorld和Allied Universal宣布打算收购该公司，2021年2月G4S被Allied Universal收购，并从伦敦证券交易所和哥本哈根证券交易所退市，同年4月交易完成。

## 歷史
1901年，G4S保安創業於哥本哈根，於1960年成立香港分公司並於1996年遷往英國。
2001年12月17日　SecuricorG4S与怡和集团联合宣布，Securicor Plc已收购怡和集团于怡和保安—双方于亚洲的合资保安服务企业—之股份。Jardine Securicor的核心业务计划有：安保服务、押钞、贵重物品专递及储存服务及电子安全业务等，服务遍及文莱、中国、香港、印尼、澳门、马来西亚、泰国及台湾。Jardine S ecuricor拥有超过800辆安保车辆，并为亚洲各地2,000多部自动柜员机提供服务。此外，Jardine Securicor被誉为亚洲首屈一指的商业保全服务公司。

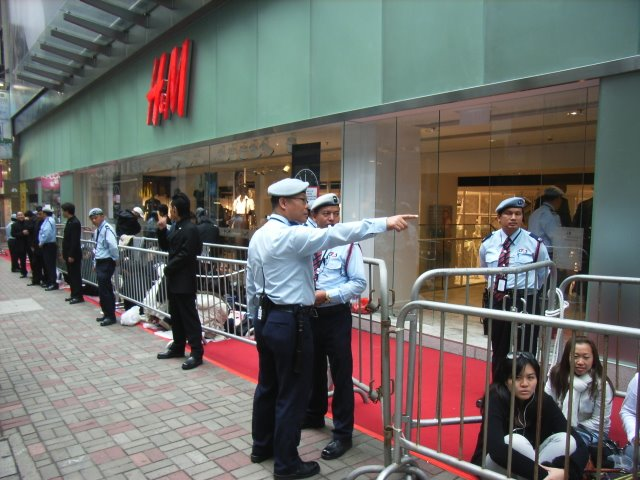
香港物業管理員（G4S）

2011年10月17日，G4S以52億英鎊（82億美元）收購丹麥ISS集團。G4S稱將向ISS單一股東FS Invest II以一半現金一半股票的形式支付15.3億英鎊﹐相當於每股130丹麥克朗，並承擔後者36.7億英鎊的債務，總計將支付52億英鎊；此外，該公司還通過配股的方式籌資20億英鎊為該交易融資。
2011年11月1日由於股東反對，英國G4S放棄了對丹麥服務公司ISS的收購。
2013年6月10日比爾及梅林達-蓋茲基金會以及卡斯凱德投資公司（Cascade Investment）收購了G4S的另外大約600萬股股票，從而將其在該公司的持股增至3.2%。
G4S目前在香港擁有以下公司：
- G4S Regional Management (Asia) Limited
- G4S (Hong Kong - Holding) Limited 香港安全控股有限公司
- Hill & Associates Consultants Limited
- G4S INTERNATIONAL LOGISTICS (HONG KONG) LIMITED 怡安國際貴重物品運輸(香港)有限公司
- G4S Facility Services (Hong Kong) Limited 香港安全綜合設施服務有限公司
- G4S Cash Solutions (Hong Kong) Limited 香港安全押運服務有限公司
- G4S Secure Solutions (Hong Kong) Limited 香港安全護衛服務有限公司
- G4S Gurkha Services Limited
- G4S Security Systems (Hong Kong) Limited 安成(遠東)防盜系統有限公司
- G4S Security Systems Limited
- G4S Technology (Hong Kong) Limited 日達系統(中國)有限公司
- G4S Group Holding (China) Limited
- G4S Secure Solutions (Asia) Limited

## 事故
- 2014年香港解款車遺落錢箱案
- 2009年瑞典G4S直升机抢劫案

## 外部連結
G4S官方網站（页面存档备份，存于）